# German (Osiecki)
German, imię świeckie Aleksandr Kosmicz Osiecki (ur. 7 lutego?/19 lutego 1828, zm. 6 grudnia?/18 grudnia 1895) – rosyjski biskup prawosławny.

## Życiorys
Był synem kapłana prawosławnego służącego w eparchii jarosławskiej. W 1847 ukończył seminarium duchowne w Jarosławiu, po czym podjął wyższe studia teologiczne w Petersburskiej Akademii Duchownej. Ukończył je w 1851, rok później uzyskał tytuł kandydata nauk teologicznych. Dysertację końcową poświęcił św. Janowi Klimakowi i jego traktatowi Drabina do raju. Będąc jeszcze studentem, 10 września 1849 złożył wieczyste śluby mnisze. Po ukończeniu nauki w Akademii został wyświęcony na hieromnicha (24 lipca 1851), a następnie zatrudniony jako profesor i asystent rektora w seminarium duchownym w Petersburgu. Dwa lata później przeszedł do seminarium duchownego w Nowogrodzie jako inspektor. W 1857 otrzymał godność archimandryty i został rektorem Kaukaskiego Seminarium Duchownego. W 1859 przeniesiono go na analogiczne stanowisko do seminarium w Samarze. Następnie od 1863 do 1866 był namiestnikiem Ławry Aleksandra Newskiego, a od 1866 do 1867 – przełożonym monasteru św. Jerzego w Nowogrodzie.
8 stycznia 1867 miała miejsce jego chirotonia na biskupa sumskiego, wikariusza eparchii charkowskiej. W 1872 został ordynariuszem eparchii kaukaskiej. Kierował nią przez czternaście lat, po czym został przeniesiony w stan spoczynku. Powierzono mu przy tym stanowisko przewodniczącego rady odpowiedzialnej za prawosławne uczelnie rosyjskie, równocześnie został przełożonym monastyru Dońskiego w Moskwie. Zmarł w 1895 i został pochowany w Ławrze św. Aleksandra Newskiego w cerkwi św. Izydora. Współcześni uważali go za wzorowego biskupa, utalentowanego organizatora i surowego ascetę.
W latach 1932–1933, gdy jego szczątki zostały przeniesione ze zniszczonej cerkwi św. Izydora na cmentarz mnichów Ławry, według świadków, wiernych, okazało się, że ciało nie uległo rozkładowi.